# Временной замок

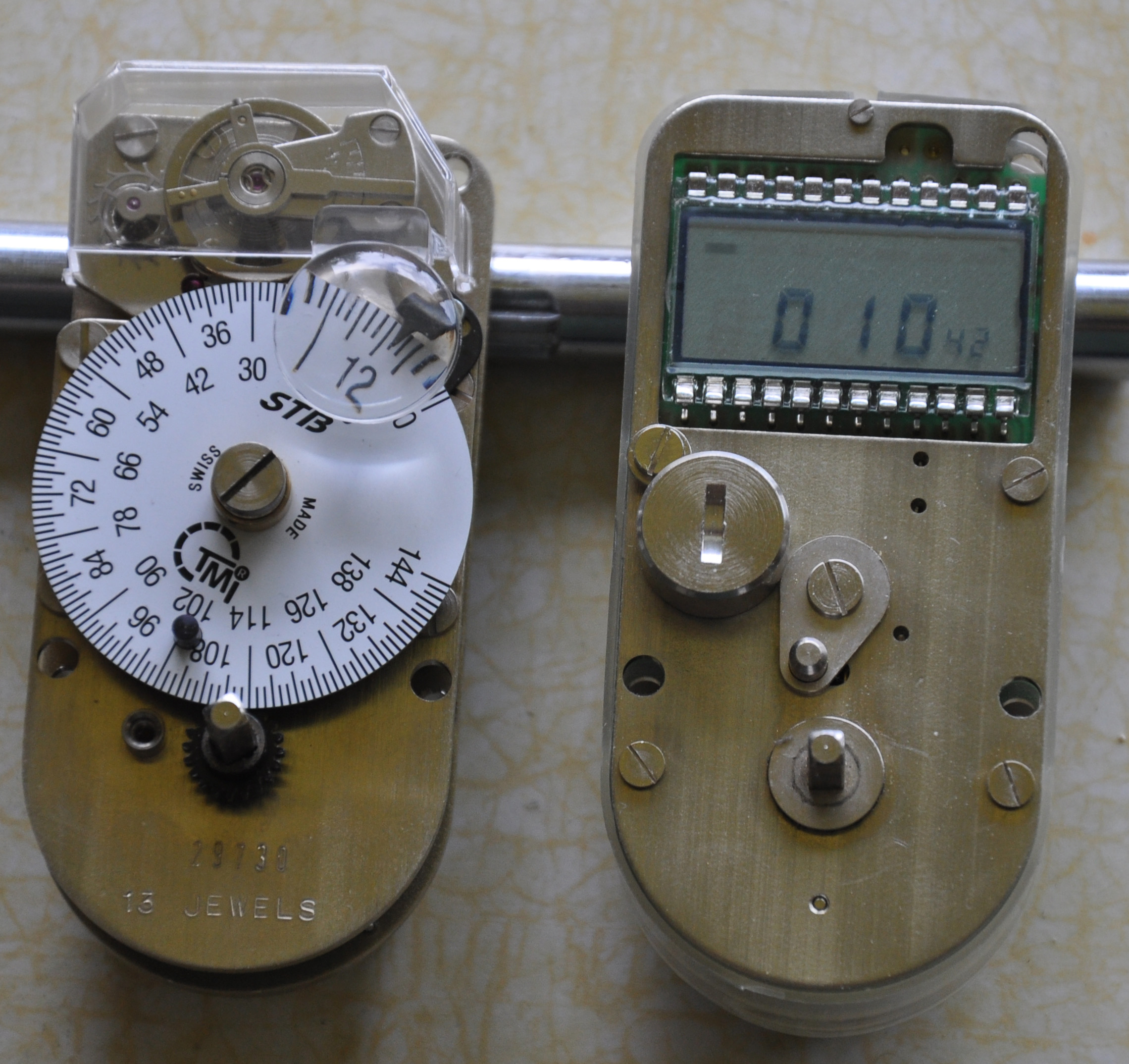
Механический и электронный временные замки

Временной замок или замок с таймером — часть запирающего механизма. Обычно применяется в банковских хранилищах и других вместилищах, характеризующихся высоким уровнем безопасности. Представляет из себя таймер, предотвращающий открытие сейфа или хранилища до достижения заданного времени, даже при вводе правильной комбинации, открывающей замок.
Замки с таймером устанавливаются на внутренней стороне двери сейфа или хранилища. Обычно на двери устанавливаются три замка с часовым механизмом. Первый замок, таймер которого достигнет 0, откроет доступ к хранилищу. Два остальных предназначены для резерва.
Первоначально замки с таймером были созданы для предотвращения похищения и пыток преступниками человека (или людей), знающего комбинацию, а затем использования полученной информации для последующего взлома сейфа или хранилища, или для предотвращения входа уполномоченного персонала в несанкционированное время.
Первая проверка их эффективности произошла 29 мая 1875 года в г. Грейт-Баррингтон, округ Беркшир, штат Массачусетс, когда банда грабителей взяла в заложники семью банкира Фредерика Н. Деланда и потребовала от него открыть хранилище банка Гранд Мохаве. Их планы сорвал временной замок, установленный всего за несколько дней до этого, и они ушли, не причинив вреда заложникам.
Современные электронные замки с таймером имеют некоторые функции, недоступные механическим временным замкам, например, есть возможность сброса таймера и заранее установленное время для активации.